# Alessandro Fantozzi
Alessandro Fantozzi (nacido el 17 de marzo de 1961 en Livorno, Italia)  es un exjugador y entrenador italiano de baloncesto. Con 1.89 de estatura, jugaba en la posición de base.

## Equipos
- 1981-1991 Libertas Livorno
- 1991-1993 Virtus Roma
- 1993-1994 Pallacanestro Reggiana
- 1994-1995 Viola Reggio Calabria
- 1996-1997 Basket Livorno
- 1997-1998 Montecatini S.C.
- 1998-2003 Orlandina Basket
- 2004-2005 Libertas Livorno